# Steve Mandanda
Steve Mandanda Mpidi (Kinsasa, República Democrática del Congo, 28 de marzo de 1985) es un futbolista francés que juega de portero y se encuentra sin equipo tras abandonar el Stade Rennais F. C. Fue internacional con la selección de fútbol de Francia.

## Trayectoria

### Inicios: El Havre
Hizo su debut en la liga para El Havre en agosto de 2005, logrando guardar la portería a cero hasta el cuarto partido. Jugó 30 partidos de liga en esa temporada y 37 en 2006-07. Allí ganó la posibilidad de firmar con el Marsella en el verano 2007, luego de fallar las negociaciones con el Aston Villa.

### Olympique de Marsella
Fue cedido con opción de compra al Olympique de Marsella en el cual durante el principio de la temporada, fue enviado al banco de suplente, superado por Cédric Carrasso. Sin embargo la lesión que sufrió este en la rodilla y que lo tuvo fuera durante seis meses, abrió las puertas para que fuera seleccionado como primer arquero y así empezar a participar en la Ligue 1. Allí comenzó a defender la portería en la Liga y también en partidos de la Copa de la UEFA. El 5 de marzo de 2008 el Olympique decide utilizar la opción de compra abonando 2,9 millones de euros y ofreciéndole un contrato de permanencia de cuatro años. El 19 de agosto de 2010, Steve Mandanda se convirtió en capitán del equipo luego de la salida de Mamadou Niang .

### Crystal Palace
El 1 de julio de 2016 se confirmó su fichaje por el Crystal Palace, pasando así a jugar en la Premier League.

### Olympique de Marsella
El 11 de julio de 2017 se haría oficial su regreso al Olympique de Marsella.

## Vida personal
Steve Mandanda nació el 28 de marzo de 1985 en Kinshasa (entonces Zaire), pero se mudó a Francia cuando era un adolescente. Mandanda tiene tres hermanos menores, todos los cuales son porteros: Parfait, portero del Charleroi e internacional congoleño; Riffi, portero de Caen e integrante de Francia Sub-16. Le gusta pasar tiempo con su familia en la ciudad de Marsella, donde vive. Se ha ganado el apodo de "Frenchie" entre sus familiares por haber elegido jugar para la selección francesa de fútbol en lugar de Congo, su país de nacimiento.

## Selección nacional
Aunque nació en Kinshasa, Mandanda optó por la nacionalidad francesa, decidiendo jugar para esta selección. Con la selección juvenil ha ganado un campeonato con la selección sub-21 francesa y fue llamado para el Campeonato Europeo Sub-21 en el año 2006. Participó por primera vez en la preselección francesa el año 2007.
Jugó en un partido amistoso con la B de Francia contra el Congo el 5 de febrero de 2008, en el que fue sustituido en el medio tiempo. Hizo su estreno como internacional el 27 de mayo de 2008 en una victoria por 2-0 contra Ecuador en un amistoso previo a la Eurocopa 2008, ingresando medio tiempo en sustitución de Sébastien Frey, posteriormente fue nombrado como el tercer portero en la escuadrilla francesa para el torneo.
Participó en la fase de clasificación para la Copa Mundial de 2010 como la primera opción para la portería de Francia, haciendo su estreno competitivo internacional el 6 de septiembre de 2008 en su grupo clasificatorio contra Austria.
El 13 de mayo de 2014 el entrenador de la selección francesa Didier Deschamps lo incluyó en la lista final de 23 jugadores que representaron a Francia en la Copa Mundial de 2014, aunque una lesión en la región cervical lo dejaría afuera de esta competición un mes antes de realizarse.
El 17 de mayo de 2018 el seleccionador Didier Deschamps lo incluyó en la lista de 23 para el Mundial. Fue el arquero suplente de Francia, jugando como titular ante Dinamarca con el equipo ya clasificado. El 15 de julio se proclamó campeón del mundo al derrotar Francia por 4-2 a Croacia.
Acudió a una nueva cita mundialista en 2022. Tuvo minutos en el partido contra Túnez, por lo que se convirtió en el futbolista con mayor edad, 37 años y 247 días, en jugar un partido con Francia.

### Participaciones en Copas del Mundo
| Copa              | Sede      | Resultado    | Partidos | Goles |
| ----------------- | --------- | ------------ | -------- | ----- |
| Copa Mundial 2010 | Sudáfrica | Primera fase | 0        | 0     |
| Copa Mundial 2018 | Rusia     | Campeón      | 1        | 0     |
| Copa Mundial 2022 | Catar     | Subcampeón   | 1        | 0     |

### Participaciones en Eurocopas
| Copa          | Sede              | Resultado        | Partidos | Goles |
| ------------- | ----------------- | ---------------- | -------- | ----- |
| Eurocopa 2008 | Austria · Suiza   | Primera fase     | 0        | 0     |
| Eurocopa 2012 | Polonia · Ucrania | Cuartos de final | 0        | 0     |
| Eurocopa 2016 | Francia           | Subcampeón       | 0        | 0     |
| Eurocopa 2020 | Europa            | Octavos de final | 0        | 0     |

## Estadísticas

### Clubes
| Club | Div.          | Temporada     | Liga  | Liga  | Copas nacionales(1) | Copas nacionales(1) | Torneos internacionales(2) | Torneos internacionales(2) | Total | Total |
| Club | Div.          | Temporada     | Part. | Goles | Part.               | Goles               | Part.                      | Goles                      | Part. | Goles |
| --- | ------------- | ------------- | ----- | ----- | ------------------- | ------------------- | -------------------------- | -------------------------- | ----- | ----- |
| Le Havre A. C. Francia | 2.ª           | 2004-05       | 0     | 0     | 1                   | 0                   | —                          | —                          | 1     | 0     |
| Le Havre A. C. Francia | 2.ª           | 2005-06       | 30    | 0     | 2                   | 0                   | —                          | —                          | 32    | 0     |
| Le Havre A. C. Francia | 2.ª           | 2006-07       | 37    | 0     | 2                   | 0                   | —                          | —                          | 39    | 0     |
| Le Havre A. C. Francia | Total club    | Total club    | 67    | 0     | 5                   | 0                   | —                          | —                          | 72    | 0     |
| Olympique de Marsella Francia | 1.ª           | 2007-08       | 34    | 0     | 4                   | 0                   | 10                         | 0                          | 48    | 0     |
| Olympique de Marsella Francia | 1.ª           | 2008-09       | 38    | 0     | 3                   | 0                   | 14                         | 0                          | 55    | 0     |
| Olympique de Marsella Francia | 1.ª           | 2009-10       | 36    | 0     | 4                   | 0                   | 10                         | 0                          | 50    | 0     |
| Olympique de Marsella Francia | 1.ª           | 2010-11       | 38    | 0     | 4                   | 0                   | 8                          | 0                          | 50    | 0     |
| Olympique de Marsella Francia | 1.ª           | 2011-12       | 38    | 0     | 5                   | 0                   | 9                          | 0                          | 52    | 0     |
| Olympique de Marsella Francia | 1.ª           | 2012-13       | 38    | 0     | 4                   | 0                   | 9                          | 0                          | 51    | 0     |
| Olympique de Marsella Francia | 1.ª           | 2013-14       | 38    | 0     | 3                   | 0                   | 6                          | 0                          | 47    | 0     |
| Olympique de Marsella Francia | 1.ª           | 2014-15       | 38    | 0     | 0                   | 0                   | —                          | —                          | 38    | 0     |
| Olympique de Marsella Francia | 1.ª           | 2015-16       | 36    | 0     | 6                   | 0                   | 8                          | 0                          | 50    | 0     |
| Crystal Palace F. C. Inglaterra | 1.ª           | 2016-17       | 9     | 0     | 1                   | 0                   | —                          | —                          | 10    | 0     |
| Olympique de Marsella Francia | 1.ª           | 2017-18       | 31    | 0     | 3                   | 0                   | 11                         | 0                          | 45    | 0     |
| Olympique de Marsella Francia | 1.ª           | 2018-19       | 31    | 0     | 2                   | 0                   | 1                          | 0                          | 34    | 0     |
| Olympique de Marsella Francia | 1.ª           | 2019-20       | 27    | 0     | 2                   | 0                   | —                          | —                          | 29    | 0     |
| Olympique de Marsella Francia | 1.ª           | 2020-21       | 37    | 0     | 1                   | 0                   | 6                          | 0                          | 44    | 0     |
| Olympique de Marsella Francia | 1.ª           | 2021-22       | 9     | 0     | 2                   | 0                   | 9                          | 0                          | 20    | 0     |
| Olympique de Marsella Francia | Total club    | Total club    | 469   | 0     | 43                  | 0                   | 101                        | 0                          | 613   | 0     |
| Stade Rennais F. C. Francia | 1.ª           | 2022-23       | 34    | 0     | 1                   | 0                   | 7                          | 0                          | 42    | 0     |
| Stade Rennais F. C. Francia | 1.ª           | 2023-24       | 34    | 0     | 1                   | 0                   | 7                          | 0                          | 42    | 0     |
| Stade Rennais F. C. Francia | 1.ª           | 2024-25       | 18    | 0     | 0                   | 0                   | —                          | —                          | 18    | 0     |
| Stade Rennais F. C. Francia | Total club    | Total club    | 86    | 0     | 2                   | 0                   | 14                         | 0                          | 102   | 0     |
| Total carrera | Total carrera | Total carrera | 631   | 0     | 51                  | 0                   | 115                        | 0                          | 797   | 0     |
| (1) Incluye datos de la Copa de Francia, Copa de la Liga de Francia, Supercopa de Francia y Copa de la Liga de Inglaterra. (2) Incluye datos de la Liga de Campeones de la UEFA, Liga Europa de la UEFA y Liga Europa Conferencia de la UEFA. |               |               |       |       |                     |                     |                            |                            |       |       |

## Palmarés

### Campeonatos nacionales
| Título               | Club                  | País    | Año  |
| -------------------- | --------------------- | ------- | ---- |
| Ligue 1              | Olympique de Marsella | Francia | 2010 |
| Copa de la Liga      | Olympique de Marsella | Francia | 2010 |
| Supercopa de Francia | Olympique de Marsella | Francia | 2010 |
| Copa de la Liga      | Olympique de Marsella | Francia | 2011 |
| Supercopa de Francia | Olympique de Marsella | Francia | 2011 |
| Copa de la Liga      | Olympique de Marsella | Francia | 2012 |

### Campeonatos internacionales
| Título                 | Club                 | Sede  | Año  |
| ---------------------- | -------------------- | ----- | ---- |
| Copa Mundial de Fútbol | Selección de Francia | Rusia | 2018 |

### Distinciones individuales
| Distinción                      | Año                          |
| ------------------------------- | ---------------------------- |
| Mejor portero del Torneo Toulon | 2005                         |
| Jugador del mes de la Ligue 1   | Febrero de 2008              |
| Jugador del mes de la Ligue 1   | Agosto de 2008               |
| Portero del año de la Ligue 1   | 2008, 2011, 2015, 2016, 2018 |
| Equipo del año de la Ligue 1    | 2008, 2011, 2015, 2016, 2018 |
| Jugador del mes de la Ligue 1   | Septiembre de 2017           |

### Condecoraciones
| Distinción                      | Año  |
| ------------------------------- | ---- |
| Caballero de la Legión de Honor | 2018 |